# Un si doux visage
Pour les articles homonymes, voir Angel.
Pour plus de détails, voir Fiche technique et Distribution.
Un si doux visage (titre original : Angel Face) est un film américain réalisé par Otto Preminger, sorti en 1952.

## Synopsis
Un ambulancier, Franck, est contacté par la famille Tremayne à la suite de « l'accident » dont est victime la maîtresse de maison. Engagé comme chauffeur, il tombe sous le charme de la belle-fille de Mme Tremayne, Diane, dont le visage angélique semble cacher de noirs desseins. Il suspecte assez vite que Diane qui porte un amour exclusif à son père souhaite se débarrasser de sa belle-mère sans imaginer qu'elle puisse aller jusqu'au meurtre en sabotant la voiture. Sabotage dont son père est victime aussi. S'ensuit un procès où l'avocat pousse les deux jeunes gens au mariage pour appuyer sa plaidoirie et obtenir l'acquittement. Quand Franck affirme très vite sa volonté de la quitter et de divorcer Diane va montrer jusqu'où va sa possessivité.

## Fiche technique
- Titre : Un si doux visage
- Titre original : Angel Face
- Réalisation : Otto Preminger
- Scénario : Oscar Millard, Frank Nugent et Ben Hecht (non crédité) d'après une histoire originale de Chester Erskine
- Photographie : Harry Stradling Sr.
- Montage : Frederic Knudtson
- Musique : Dimitri Tiomkin, Leith Stevens
- Direction artistique : Carroll Clark et Albert S. D'Agostino
- Décors : Jack Mills et Darrell Silvera
- Costumes : Michael Woulfe
- Producteur : Otto Preminger
- Société de production : RKO Pictures
- Pays de production :  États-Unis
- Langue : anglais
- Format : Noir et blanc — 35 mm — 1,37:1 — Son : Mono (RCA Sound System)
- Genre : Film dramatique, Film policier, Thriller, Film noir
- Durée : 91  minutes
- Dates de sortie : 
  - États-Unis : 11 décembre 1952
  - France : 27 mars 1953

## Distribution
- Robert Mitchum (VF : Roger Treville) : Frank Jessup
- Jean Simmons (VF : Jacqueline Ferrière) : Diane Tremayne
- Mona Freeman (VF : Nelly Benedetti) : Mary Wilton
- Herbert Marshall (VF : Pierre Morin) : M. Charles Tremayne
- Leon Ames (VF : Abel Jacquin) : Fred Barrett
- Barbara O'Neil (VF : Lucienne Givry) : Mme Catherine Tremayne
- Kenneth Tobey (VF : Claude Bertrand) : Bill Crompton
- Raymond Greenleaf : Arthur Vance
- Griff Barnett (VF : Jacques Berlioz) : Le juge
- Robert Gist (VF : Jacques Eyser) : Miller
- Morgan Farley : Juré
- Jim Backus (VF : Yves Furet) : Judson, le procureur général

Acteurs non crédités
- Theresa Harris : Theresa, l'infirmière
- Lewis Martin (VF : Marcel Lestan) : Sergent de police
- Herbert Lytton (VF : Jean-Henri Chambois) : le docteur au chevet de Catherine
- Grandon Rhodes : Chapelain de la prison
- Buck Young

## Accueil critique
« Un sujet de style Série blême dont la mode faisait fureur dans les années 50. Un personnage de femme maléfique qui se rattache à la misogynie hollywoodienne de la même époque. Sur ces schémas de genre, Otto Preminger a construit un récit d’une admirable rigueur et donné une grande ambigüité à ses personnages qui échappent ainsi aux définitions toutes faites. Jean Simmons et Robert Mitchum ne se laissent pas oublier. »

— Jacques Siclier, Télérama, 23 juillet 1967